# Hernán Pinto
Hernán Eduardo Pinto Miranda (17 de enero de 1953-Viña del Mar, 29 de julio de 2020) fue un abogado y político chileno. Militante del Partido Demócrata Cristiano (PDC), se desempeñó como alcalde de Valparaíso en los periodos 1990-1992 y 1992-2004.

## Estudios
Estudió en la Facultad de Derecho de la Universidad de Chile sede Valparaíso, titulándose como abogado el 23 de abril de 1979. Realizó un diplomado en Reforma Procesal Penal.

## Carrera política

### Alcalde de Valparaíso
En 1990 fue designado por el presidente Patricio Aylwin como alcalde de Valparaíso. Dos años después, en las primeras elecciones municipales luego del retorno a la democracia, obtuvo la primera mayoría con un 39,87%, resultando electo concejal y luego alcalde, en elección efectuada entre sus pares. En las elecciones de 1996 y 2000 fue reelegido alcalde por la misma comuna. Fue presidente de la Asociación Chilena de Municipalidades entre 2000 y 2003, y de Mercociudades entre 2001 y 2002.
Su gestión en la Municipalidad de Valparaíso fue reconocida por una gran inversión pública, especialmente es los barrios pobres de los cerros de Valparaíso y por la realización de importantes obras, como el Parque Industrial de Placilla, el Programa de Recuperación y Desarrollo Urbano[cita requerida] y la postulación de Valparaíso para ser declarada Patrimonio de la Humanidad ante la Unesco, lo cual fue logrado en 2003.
Sin embargo, su gestión edilicia ha sido criticada por acusaciones de corrupción, redestinando fondos asignados por el BID al Programa de Recuperación y Desarrollo Urbano a la contratación de operadores políticos, y por dejar un déficit de  7 613 millones de pesos al fin de su periodo (5 000 millones más respecto de diciembre de 2002).
En 2004 fue investigada su supuesta vinculación al Caso Spiniak, relativo a una red de pederastia, siendo finalmente descartada su participación por la justicia y por tanto sobreseído de los cargos en octubre de 2005. Sin embargo, el impacto de la investigación provocó que suspendiera su militancia en el PDC y no buscara la reelección como alcalde en las elecciones municipales realizadas en octubre de 2004.

### Elecciones posteriores
En julio de 2009 regresó a la política activa, al ser proclamado por el PDC como candidato a senador por la Región de Valparaíso, Circunscripción Costa. En las elecciones parlamentarias de diciembre de 2009 obtuvo un cuarto lugar en las votaciones, con un 6,02%, no resultando elegido.
En 2012 fue nombrado precandidato del PDC para la alcaldía de Valparaíso, tras ganar en las primarias internas de su partido con 82,73% (2471 votos). Fue declarado candidato de la Concertación para las elecciones municipales de ese año, tras vencer en la primaria a Paula Quintana, candidata del PS, con un 54,8% contra un 44,51%. Sin embargo, en la elección de octubre de 2012 fue derrotado por Jorge Castro (UDI).

## Muerte
El 3 de julio de 2020 fue internado en la Clínica Reñaca por una neumonía bilateral. Pinto falleció el 29 de julio de ese año, por complicaciones derivadas de la COVID-19.

## Premios y reconocimientos
- Orden al Mérito Docente y Cultural Gabriela Mistral, grado Comendador (2003).[19]

## Historial electoral

### Elecciones municipales de 1992
- Elecciones municipales de 1992, por la alcaldía de Valparaíso.[20]

| Candidato                     | Pacto                          | Partido | Votos  | %     | Resultado |
| ----------------------------- | ------------------------------ | ------- | ------ | ----- | --------- |
| Hernán Pinto Miranda          | Concertación por la Democracia | DC      | 58 617 | 39,87 | Alcalde   |
| Alejandro Navarrete Pinochet  | Participación y Progreso       | UDI     | 17 152 | 11,67 | Concejal  |
| Alberto Neumann Lagos         | Partido Comunista              | PC      | 6685   | 4,55  |           |
| Gonzalo Yuseff Quirós         | Participación y Progreso       | RN      | 6684   | 4,55  | Concejal  |
| Jorge Castro Muñoz            | Participación y Progreso       | UDI     | 5563   | 3,78  | Concejal  |
| Marisol Paniagua Soto         | Concertación por la Democracia | PPD     | 4975   | 3,38  | Concejal  |
| Eugenio Trincado Suárez       | Concertación por la Democracia | DC      | 4307   | 2,93  | Concejal  |
| Marina Huerta Rosales         | Concertación por la Democracia | DC      | 3633   | 2,47  | Concejal  |
| Juan Etcheverry Matamala      | Unión de Centro Centro         | UCC     | 3189   | 2,17  |           |
| Sergio Vuskovic Rojo          | Concertación por la Democracia | PPD     | 3180   | 2,16  |           |
| Katrina Sanguinetti Tachibana | Concertación por la Democracia | PS      | 2940   | 2,00  |           |
| Manuel Pérez Jara             | Participación y Progreso       | Ind.    | 2873   | 1,95  |           |
| Uziel Valle Venegas           | Concertación por la Democracia | DC      | 2399   | 1,63  | Concejal  |
| Jesús Larrabeiti Correa       | Concertación por la Democracia | PR      | 2278   | 1,55  | Concejal  |
| José Debernadi Pizarro        | Independiente                  | Ind.    | 2052   | 1,40  |           |
| Eladio Aros Oyarzo            | Concertación por la Democracia | PS      | 1649   | 1,12  |           |
| Fernando Felgueras Huerta     | Unión de Centro Centro         | UCC     | 1500   | 1,02  |           |
| Sergio Topaz Rusowsky         | Concertación por la Democracia | PSD     | 1442   | 0,98  | Concejal  |

### Elecciones municipales de 1996
- Elecciones municipales de 1996, por la alcaldía de Valparaíso.[21]

| Candidato                    | Pacto                          | Partido | Votos  | %     | Resultado |
| ---------------------------- | ------------------------------ | ------- | ------ | ----- | --------- |
| Hernán Pinto Miranda         | Concertación por la Democracia | DC      | 58 968 | 44,25 | Alcalde   |
| Alberto Neumann Lagos        | La Izquierda                   | PC      | 9857   | 7,40  | Concejal  |
| Eugenio González Bernal      | Unión por Chile                | Ind-RN  | 9366   | 7,03  | Concejal  |
| Jorge Castro Muñoz           | Unión por Chile                | Ind-UDI | 8844   | 6,64  | Concejal  |
| Alejandro Navarrete Pinochet | Unión por Chile                | UDI     | 8303   | 6,23  | Concejal  |
| Marisol Paniagua Soto        | Concertación por la Democracia | PPD     | 4780   | 3,59  | Concejal  |
| Reinaldo Sánchez Olivares    | Unión por Chile                | Ind-RN  | 4198   | 3,15  |           |
| Eugenio Trincado Suárez      | Concertación por la Democracia | DC      | 3463   | 2,60  | Concejal  |
| Jorge Coulon Larrañaga       | Concertación por la Democracia | Ind-PS  | 3038   | 2,28  |           |
| Manuel Pérez Jara            | Unión por Chile                | Ind-UDI | 2475   | 1,86  |           |
| Marina Huerta Rosales        | Concertación por la Democracia | DC      | 1996   | 1,50  | Concejal  |
| Álex Guerra Sclavos          | Unión por Chile                | Ind-UDI | 1813   | 1,36  |           |
| Uziel Valle Venegas          | Concertación por la Democracia | DC      | 1795   | 1,35  | Concejal  |
| Gloria Soler Martínez        | Unión por Chile                | RN      | 1494   | 1,12  |           |
| Humberto Chamorro Álvarez    | Concertación por la Democracia | PPD     | 1463   | 1,10  |           |
| Rafael Aguirre               | Concertación por la Democracia | PR      | 1299   | 0,97  | Concejal  |

### Elecciones municipales de 2000
- Elecciones municipales de 2000, por la alcaldía de Valparaíso.[22]

| Candidato                  | Pacto                          | Partido | Votos  | %     | Resultado |
| -------------------------- | ------------------------------ | ------- | ------ | ----- | --------- |
| Hernán Pinto Miranda       | Concertación por la Democracia | DC      | 58 771 | 43,26 | Alcalde   |
| Jorge Castro Muñoz         | Alianza por Chile              | UDI     | 35 176 | 25,89 | Concejal  |
| Eugenio González Bernal    | Alianza por Chile              | RN      | 8274   | 6,09  | Concejal  |
| Alberto Neumann Lagos      | La Izquierda                   | PC      | 7633   | 5,62  |           |
| Marisol Paniagua Soto      | Concertación por la Democracia | PPD     | 3644   | 2,68  | Concejal  |
| Reinaldo Sánchez Olivares  | Alianza por Chile              | Ind.    | 2931   | 2,16  |           |
| José Debernadi Pizarro     | Concertación por la Democracia | PPD     | 2596   | 1,91  |           |
| Alejandro Villa Vidal      | Concertación por la Democracia | PS      | 1761   | 1,30  |           |
| Uziel Valle Venegas        | Concertación por la Democracia | DC      | 1341   | 0,99  | Concejal  |
| Marina Huerta Rosales      | Concertación por la Democracia | DC      | 1302   | 0,96  | Concejal  |
| Raúl Quezada Rodríguez     | Concertación por la Democracia | PR      | 1045   | 0,77  |           |
| Fernando Muñoz Bustos      | La Izquierda                   | PC      | 966    | 0,71  |           |
| Máximo Silva Herrera       | Alianza por Chile              | RN      | 726    | 0,53  | Concejal  |
| Roberto Gutiérrez Torrejón | Alianza por Chile              | UDI     | 668    | 0,49  | Concejal  |

### Elecciones parlamentarias de 2009
- Elecciones parlamentarias de 2009, para Senador por la Circunscripción 6, Valparaíso Costa (Algarrobo, Cartagena, Casablanca, Concón, El Quisco, El Tabo, Isla de Pascua, Juan Fernández, San Antonio, Santo Domingo, Valparaíso y Viña del Mar).

| Candidato                 | Pacto                          | Partido | Votos   | %     | Resultado |
| ------------------------- | ------------------------------ | ------- | ------- | ----- | --------- |
| Ricardo Lagos Weber       | Concertación por la Democracia | PPD     | 128 287 | 33,19 | Senador   |
| Francisco Chahuán Chahuán | Coalición por el Cambio        | RN      | 109 603 | 28,35 | Senador   |
| Joaquín Lavín Infante     | Coalición por el Cambio        | UDI     | 107 362 | 27,77 |           |
| Hernán Pinto Miranda      | Concertación por la Democracia | DC      | 23 223  | 6,01  |           |
| Juan Guzmán Tapia         | Nueva Mayoría para Chile       | Ind.    | 15 191  | 3,93  |           |
| Raúl Silva Vergara        | Chile Limpio. Vote Feliz       | PRI     | 2901    | 0,75  |           |